# Orange Cassidy
James Cipperly (n. 4 mai 1984, Stewartsville⁠(d), Greenwich Township⁠(d), New Jersey, SUA), mai cunoscut sub numele său de ring Orange Cassidy, este un wrestler profesionist american și antrenor de wrestling. Este semnat cu All Elite Wrestling (AEW), unde este membru The Conglomeration și este de două ori campion International AEW, prima sa domnie fiind cea mai lungă din istoria titlului. Cassidy lucrează și în AEW ca producător. De asemenea, a fost tratat ca membru al grupului NJPW Chaos, după ce grupul a fost adus în companie de Rocky Romero.
Înainte de a semna cu AEW, el a activat în Chikara ca luchador enmascarado (wrestler mascat), Fire Ant. Fire Ant a făcut parte din gruparea Colony, care a câștigat o dată Campeonatos de Parejas și de două ori primul turneul King of Trios al lui Chikara. În timpul petrecut în Chikara, el a apărut și demascat ca membru al facțiunii The Gentleman's Club, alături de Chuck Taylor și Drew Gulak, și a fost antrenor la școala Wrestle Factory a promoției. De asemenea, a luptat prin circuitul independent din 2004 până în 2019.

## Cariera în wrestling

### All Elite Wrestling (2019–prezent)

#### Creștere în importanță (2019-2022)
Pe 25 mai 2019, Cassidy și-a făcut debutul pentru All Elite Wrestling (AEW), în timpul evenimentului lor inaugural Double or Nothing, unde a intrat în Casino Battle Royale și l-a confruntat pe Tommy Dreamer, înainte ca Dreamer să-l elimine. Pe 12 august, a fost anunțat că Orange a semnat un contract cu AEW. Pe 31 august, la All Out, Cassidy s-a întors și s-a aliniat cu Best Friends (Chuck Taylor și Trent), după ce i-a salvat de un atac al The Dark Order (Stu Grayson și Evil Uno). Cassidy și-a făcut meciul de debut pentru AEW în episodul de pe 30 octombrie din Dynamite, făcând echipă cu Best Friends împotriva lui Q. T. Marshall, Alex Reynolds și John Silver într-un meci de șase oameni,câștigând.
Cassidy și-a început prima rivalitate în AEW cu Pac în februarie 2020, după ce Cassidy l-a întrerupt pe Pac în timp ce era intervievat. Pe 29 februarie, la Revolution, Cassidy a fost învins de Pac. Performanța lui Cassidy în meci a fost lăudată de critici. Pe 23 mai, la Double or Nothing, Cassidy a participat în meciul Casino Ladder Match, dar meciul a fost câștigat de Brian Cage. Cassidy a început apoi o rivalitate cu Chris Jericho și a fost învins de Jericho în a doua noapte a evenimentului Fyter Fest pe 8 iulie. Cassidy a câștigat o revanșă în episodul din 12 august din Dynamite și a fost provocat de Jericho la un meci Mimosa Mayhem pentru All Out, pe care Cassidy l-a câștigat. În septembrie și octombrie, Cassidy s-a luptat pentru centura AEW TNT, dar nu a reușit. Pe 7 noiembrie, la Full Gear, Cassidy l-a învins pe John Silver.
În 2021, Cassidy și Best Friends au început o rivalitate cu Kip Sabian și Miro. Pe 7 martie, la Revolution, Cassidy și Chuck Taylor au fost învinși de Sabian și Miro, dar Cassidy și Taylor i-au învins într-un meci Arcade Anarchy în episodul din 31 martie din Dynamite. În mai, Cassidy a primit o oportunitate pentru AEW World Championship. A concurat pentru centură la Double or Nothing într-un meci în trei împotriva campionului Kenny Omega și Pac, dar Omega a câștigat. Pe 5 septembrie, la All Out, Cassidy a făcut parte din echipa  câștigătoare, când Best Friends și Jurassic Express au învins Hardy Family 

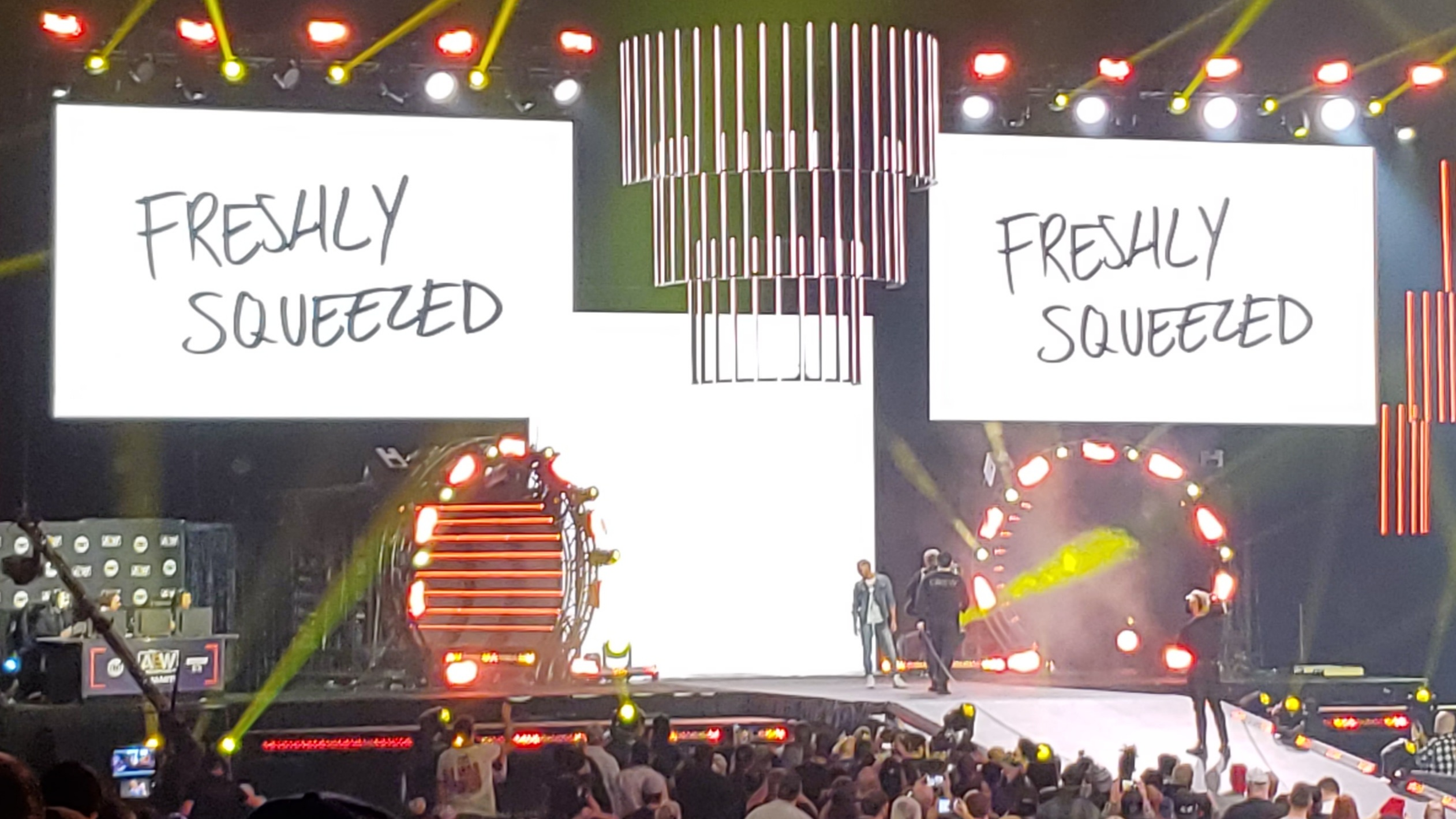
Orange Cassidy - AEW Dynamite, Decembrie 1, 2021

Office. După aceea, a fost atacați de Butcher care se întorcea. Mai târziu în noapte, el a însoțit-o pe Kris Statlander în meciul ei împotriva lui Britt Baker. Acest lucru a fost remarcabil pentru că, la un momendat, Orange Cassidy iese din personaj, pentru a o îndemna pe Statlander să revină în ring. În episodul din 6 octombrie din Dynamite, Cassidy a participat la meciul Casino Ladder de șapte oameni pentru o viitoare șansă la AEW World Championship. Meciul a ajuns să fie câștigat de Adam Page. Cassidy a fost apoi introdus în Turneul Eliminator pentru Centura Mondială AEW și l-a învins pe Powerhouse Hobbs în prima rundă. Era programat să-l înfrunte pe Jon Moxley în semifinale, dar Moxley a fost eliminat din turneu pentru că intră într-un centru de reabilitare pentru alcoolism. Moxley a fost înlocuit de Miro, care l-a învins pe Cassidy.
În noiembrie, Cassidy și Best Friends au început o rivalitate cu The Elite, în special Cassidy cu Adam Cole. În episodul din 22 decembrie din Dynamite, Cole l-a învins pe Cassidy după o intervenție din partea debutantului Kyle O'Reilly. În episodul din 29 decembrie din Dynamite, Cassidy și Best Friends au fost învinși de Cole și reDRagon. În episodul din 19 ianuarie din Dynamite, Cole și Baker i-au învins pe Cassidy și Statlander într-un meci mixt pe echipe, Cole obținând o altă victorie asupra lui Cassidy. În episodul din 26 ianuarie din Dynamite, Cassidy l-a învins pe Cole într-un meci Unsanctioned Lights Out care a implicat apariții din partea Best Friends, The Young Bucks, Bobby Fish și debutantul Danhausen. Cassidy urmează să se califice pentru meciul ladder„Face of the Revolution”,programat la evenimentul Revolution 2022 învingându-l pe Anthony Bowens, dar nu a reușit să câștige meciul la Revolution. Câteva zile mai târziu, a fost raportat că Orange a suferit o accidentare la umăr în timpul meciului, lăsându-l în afara acțiunii luni de zile.
Cassidy s-a întors din accidentare în episodul din 15 iunie din Dynamite, unde a întrerupt asaltul United Empire asupra FTR și Roppongi Vice, confruntându-se cu liderul United Empire, Will Ospreay. La scurt timp după, a fost stabilit un meci între cei doi pentru Centura IWGP United States Heavyweight a lui Ospreay la AEW x NJPW: Forbidden Door, pe care Cassidy l-a pierdut. Ospreay și Aussie Open au continuat să-i atace pe Cassidy și Roppongi Vice după meci, doar pentru a fi opriți și atacați de Katsuyori Shibata. Cassidy a continuat să caute un titlu, provocându-l pe Wardlow pentru centura TNT la Fyter Fest.

#### Campion International (2022–2024)
Cassidy avea apoi să facă echipă cu Best Friends pentru a participa la un turneu pentru noua centură,AEW World Trios Championship, învingându-i pe The Trustbusters (Ari Daivari, Parker Boudreaux și Slim J) în primul tur, dar a pierdut în fața lui Adam Page și The Dark Order (Alex Reynolds și John Silver) în semifinală. În episodul din 7 septembrie din Dynamite, Cassidy și Best Friends s-au confruntat cu Death Triangle (Pac, Rey Fenix și Penta El Zero Miedo) pentru AEW World Trios Championship rămas vacant, pierzând. Săptămâna următoare, Dynamite, Cassidy l-a atacat pe fostul său rival Pac, organi

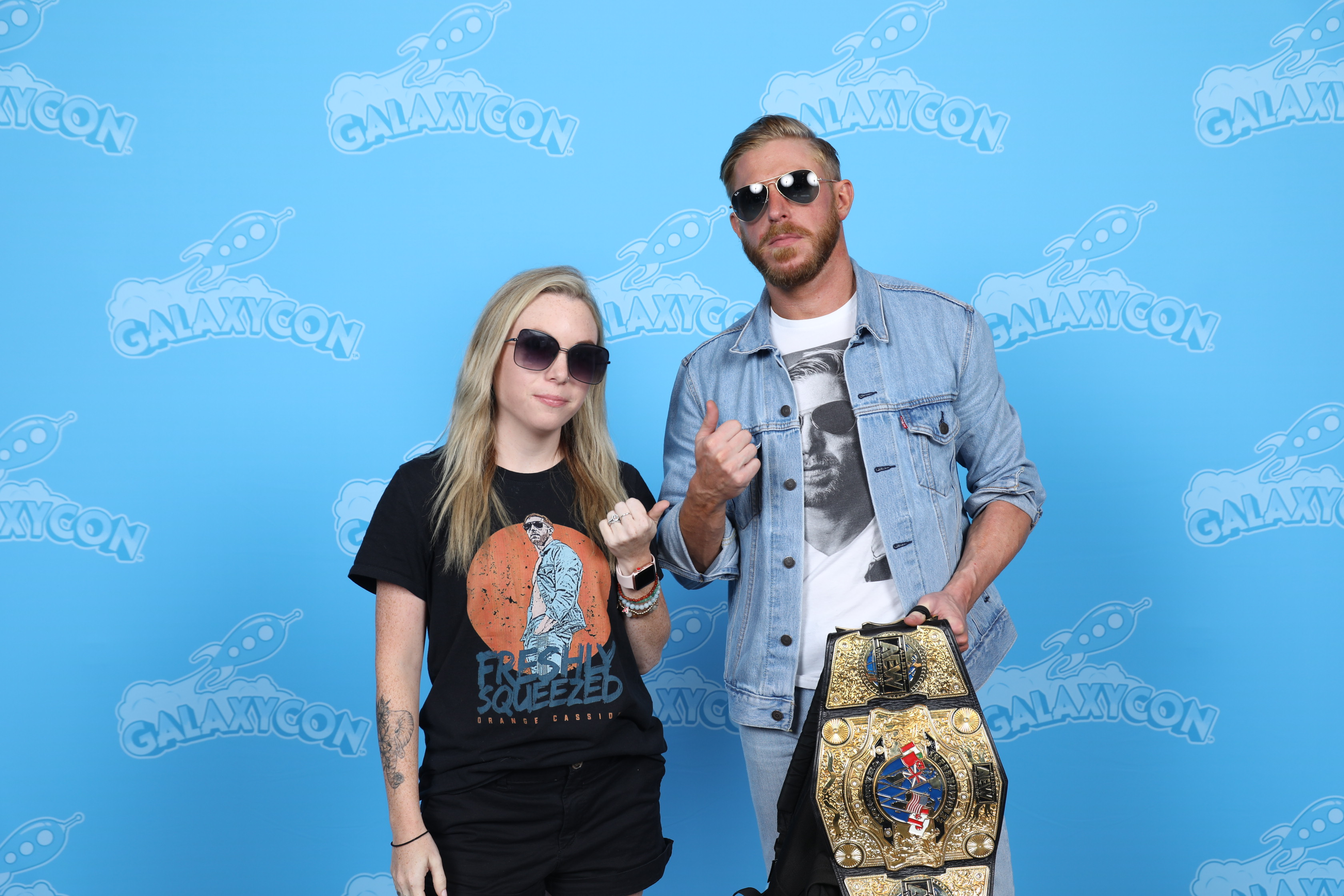
Orange Cassidy în 2023

zând un meci de titlu între cei doi pentru Centura All-Atlantic al lui Pac la Grand Slam, pe care Cassidy l-a pierdut după ce Pac l-a lovit cu un ciocan. Cassidy l-a învins în cele din urmă pe Pac într-o revanșă pentru a câștiga Centura All-Atlantic în episodul din 12 octombrie din Dynamite. Aceasta a marcat prima sa centură în All Elite Wrestling. În episodul din 21 octombrie din Rampage, Cassidy și-a apărat cu succes titlul în prima sa apărare a titlului împotriva lui Rush și Ten într-un meci în trei.
În martie 2023, titlul va fi redenumit AEW International Championship. În timpul domniei sale, Cassidy a apărat cu succes centura împotriva diverșilor concurenți, cum ar fi Luchasaurus, Rey Fenix, Katsuyori Shibata, Lee Johnson, Jake Hager, Q. T. Marshall, Trent Seven, Trent Beretta, Kip Sabian, Jay Lethal, Lee Moriarty, Wheeler Yuta, Big Bill, Jeff Jarrett, The Buddy, Dr. Fletcher, Swerve Strickland și AR Fox. Pe 25 iunie, la Forbidden Door, Cassidy a apărat cu succes AEW International Championship împotriva lui Zack Sabre Jr., Katsuyori Shibata și Daniel Garcia. În iulie 2023, a fost raportat că Cassidy a început să lucreze ca producător. La All Out, Cassidy a pierdut titlul în fața lui Jon Moxley în Main Event, încheindu-și domnia la un record de 326 de zile.
La WrestleDream, Cassidy a făcut echipă cu Hook într-un meci de echipă împotriva Young Bucks, Lucha Brothers și Gunns pentru un viitor meci  pentru AEW World Tag Team Championship în care nu au avut succes. La Title Tuesday, Cassidy a recâștigat centura International învingându-l pe Rey Fenix, devenind primul deținător de două ori al titlului. Pe 3 martie 2024, la Revolution, Cassidy a pierdut Centura International în fața lui Roderick Strong, punând capăt acestei domnii la 145 de zile.

#### The Conglomeration (2024–prezent)
În episodul din 3 aprilie din Dynamite, Cassidy a fost lovit cu o lovitură de genunchi din partea lui Beretta, după ce duo-ul a pierdut un meci în fața echipei The Young Bucks în Turneul AEW World Tag Team Championship. În episodul din 8 mai din Dynamite, Cassidy l-a învins pe Berretta. O revanșă a fost programată pentru Double or Nothing, unde Cassidy a fost din nou învingător. În acest timp, Cassidy a fost căutat de Don Callis pentru a se alătura facțiunii sale, Familia Don Callis. În episodul din 29 mai din Dynamite, Cassidy a respins oferta doar pentru a descoperi că Beretta era de fapt membru.

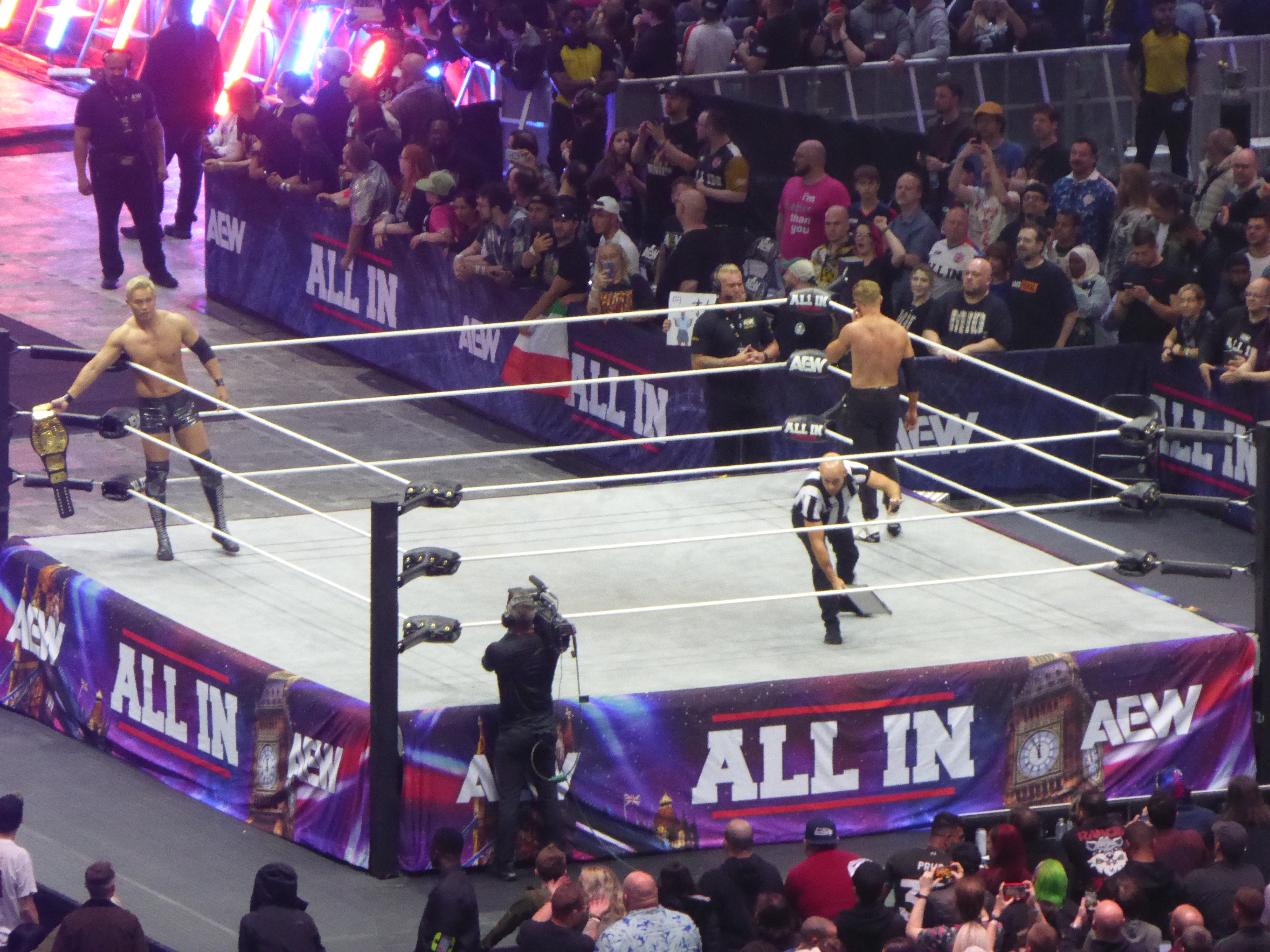
Wrestlerii Kazuchika Okada (stânga, ținând AEW Continental Championship) și Orange Cassidy (dreapta) la PPV-ul All Elite Wrestling "All In" de pe 25 August 2024 din Londra, Anglia.

În episodul din 8 iunie din AEW Collision, Zack Sabre Jr. avea să lanseze un videoclip în care îl provoacă pe Cassidy la un meci la Forbidden Door, citând treburile lor neterminate de la evenimentul de anul anterior. În acest timp, Cassidy avea să facă echipă cu noii aliați Mark Briscoe și Kyle O'Reilly,numindu-și echipa „The Conglomeration”. Ei aveau să concureze în meciuri cu mai mulți wrestleri împotriva lui Sabre Jr., precum și a membrilor familiei Don Callis și Undisputed Kingdom a lui Roderick Strong. Cassidy va continua să piardă meciul împotriva lui Sabre Jr. la Forbidden Door. Pe 7 septembrie la All Out, Cassidy nu a reușit să cucerească Centura Continental AEW într-un meci în patru, pe care Kazuchika Okada l-a câștigat și și-a păstrat titlul. Pe 30 octombrie la Fright Night Dynamite, după ce nu a reușit să-l salveze pe Chuck Taylor de atacul Death Riders, Cassidy l-a provocat pe Jon Moxley la un meci pentru AEW World Championship la Full Gear pe 23 noiembrie. La Full Gear, Cassidy nu a reușit să-l învingă pe Moxley. Pe 28 decembrie, la Worlds End, Cassidy nu a reușit nici de această dată să câștige AEW World Championship, într-un meci în patru, în care au fost implicați Moxley, „Hangman” Adam Page și Jay White.